# 第9號交響曲 (舒伯特)
C大調第9號交響曲，目錄第944號，是奧地利作曲家弗朗茨·舒伯特最後一首完成的交響曲。這首交響曲被其他人加註了一個副題：「偉大」，用以區分舒伯特的另一首同樣由C大調所寫成的第6號交響曲。全曲的演奏時間為55分鐘（如免去一切的重覆記號則約為45分鐘），在當時來說是篇幅十分長的作品。

## 背景

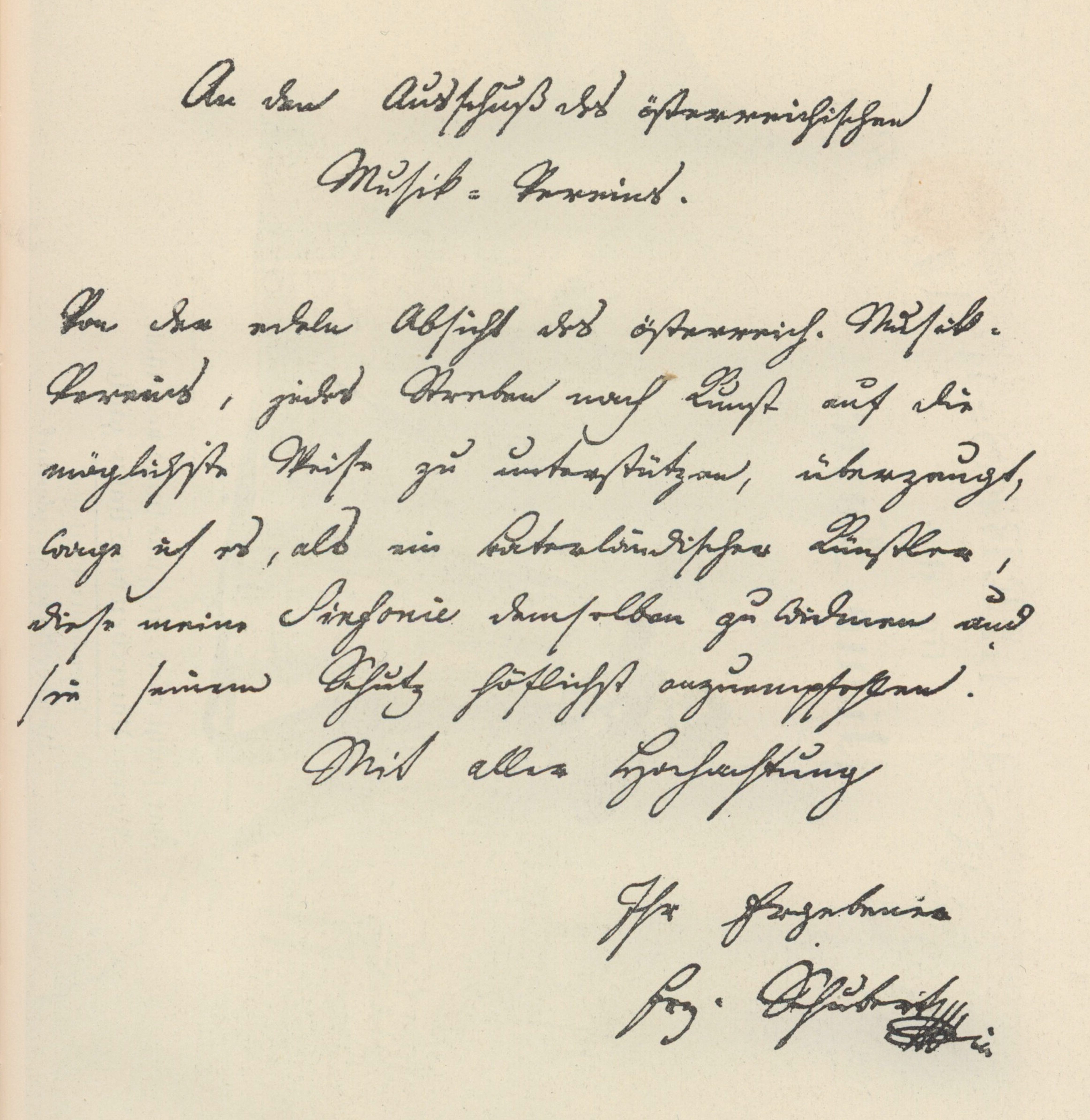
在一封由舒伯特所寫的信中，提及到自己正在創作第9號交響曲。

長久以來，不少人認為本曲創作於他生命的最後一年，即1828年，後來經音樂學者的研究後，卻發覺本曲早於1824年3月在舒伯特的書信中已提及「將要創作一首宏大的交響曲」，1825年夏季已完成了草稿 ，翌年春、夏季間更已完成了配器，然而，由於舒伯特自身不能負擔首演的演出費用，於是便寫信向維也納音樂之友協會作提獻，最後協會亦肯資助小量金額用作抄譜之用，最終本曲在1827年的下半年由一班業餘的演奏者進行了一次非正式的首演，但樂手的回應是「樂曲太長、技巧要求也太難」。

### 首演
在舒伯特去世後10年、即1838年，舒曼到訪維也納，在維也納音樂之友協會中，從舒伯特的三哥費迪南看過了這首交響曲的手稿，後來費迪南把手稿複製了一份給舒曼，讓他帶回萊比錫，並在孟德爾遜的指揮下，於1839年3月21日於莱比锡布商大厦作出了第一首公眾首演 。及後舒曼更在由自己創立的《新音樂雜誌》中撰文，對這首樂曲大加讚賞，更認為是將會成為一首經典作品，「有如置身於天堂般的偉大」。不過，當時的樂手卻持相反的意見，認為它過長的篇幅，令木管樂手和絃樂手都感到吃力。隨後孟德爾遜於1842年的巴黎和1844年於倫敦再演時，樂團更顯露出不再願意演奏本曲。當中在倫敦的排練時，更被指當時的小提琴手們在排練終曲的第二主題時，因覺得非常滑稽，大伙兒不其然都笑了出來，結果把排練都拖垮了。

### 出版
樂曲編號問題
習慣上，本曲都冠以「第9號交響曲」為名，因過往不少音樂學者都認定在第6號和第8號之間還有一首已遺失的交響曲、即俗稱「《格蒙登—加施泰因》交響曲」（Gmunden-Gastein Symphony），後來編輯舒伯特全集並重新編號的音樂學家奧托·埃里希·多伊奇將本曲定為「第8號交響曲」，連帶以德語為主要語言的地區，大都跟隨使用「第8號交響曲」。至於位於萊比錫的布赖特科普夫与黑特尔音乐出版社則按他們自己的定義，把本曲稱為「第7號交響曲」；不過，世界各地現時仍以採用「第9號交響曲」為眾，為免混淆，都會在場刊中標示德意許目錄編號，及加上非由作曲家所擬定的標題「偉大」。

## 分析

### 配器
第9號交響曲的編制與先前的第8號相同，都是採用雙管制，當中長號更使用了3支：
| - 木管 - 長笛：2 - 雙簧管：2 - 單簧管：2（A調及C調） - 低音管：2 | - 銅管 - 法國號：2 - 小號：2 - 長號：3 | - 定音鼓 | - 弦樂器 |

依照工具書《管弦樂作品手冊》指示，上述之配器可簡記為"2 2 2 2—2 2 3 0—tmp—str"。

### 結構
共有四個樂章。
第1樂章
行板－不太快的快板－更有動感（Andante – Allegro ma non troppo – Più Moto）
- 由圓號帶出的一個長引子開始，採用典型的奏鳴曲式寫成，引子於後來的第二主題中再次出現，並在樂章的完結部份及最後的終止式中再次出現。

您的浏览器不支持播放音频。您可以下载音频文件。
第2樂章
稍快的行板（Andante con moto）
- 以對應的關係小調a小調所寫成，全樂章以省略了發展部的奏鳴曲式所寫成。

第3樂章
諧謔曲，活潑的快板（Scherzo, Allegro vivace）
第4樂章
終曲，活潑的快板（Finale, Allegro vivace）

## 外部連結
- 舒伯特第9號交響曲：国际乐谱典藏计划上的乐谱